# チェーリ
チェーリ（イタリア語: Ceri）は、イタリア共和国ラツィオ州ローマ県チェルヴェーテリに属する分離集落（フラツィオーネ）である。街はチェルヴェーテリから少し離れた凝灰岩の高地にある。

## 歴史
チェーリの歴史は、7世紀に創られた小さな集落に遡る。1236年、付近の「カエレ」（現在のチェルヴェーテリ）の住民が街を手放して、自然から身を守るのにより適したこの地に移って来た。同時期に安全の為に街の防御用の城が建てられた。新しい街の中心には、「新カエレ」を意味する「Caere Novum」という名が与えられ、古いカエレの街は区別のために「旧カエレ」を意味する「Caere Vetus」と呼ばれるようになった。「Caere Novum」はやがてチェーリに転化し、「Caere Vetus」はチェルヴェーテリに転化した。
13世紀から14世紀の間、チェーリはノルマン人に支配され、その後はいくつかのローマ貴族の私有地となった。アングイッラーラ家、チェージ家、ボッロメーオ家、オデスカルキ家、最後は今でも大部分を所有するトルローニア家である。
土地の重要な広場にはマドンナ・ディ・チェーリ教会があり、そこは古くはウェスタ女神の礼拝所があった。1980年の修復中に建物の壁に12世紀の旧約聖書のいくつかの場面を描いたフレスコ画が発見された。